# Aqualung
Aqualung – czwarty album studyjny angielskiego zespołu Jethro Tull wydany w 1971 roku. Uznawany jest za album koncepcyjny (zwłaszcza druga część, krytykująca zorganizowaną religię), choć lider zespołu, Ian Anderson, temu zaprzeczył.
W 2003 album został sklasyfikowany na 337. miejscu listy 500 albumów wszech czasów magazynu Rolling Stone.

## Lista utworów
Oryginalne wydanie zawierało następujące utwory:
Strona A
| Nr | Tytuł utworu       | Długość |
| -- | ------------------ | ------- |
| 1. | „Aqualung”         | 6:37    |
| 2. | „Cross-Eyed Mary”  | 4:09    |
| 3. | „Cheap Day Return” | 1:23    |
| 4. | „Mother Goose”     | 3:53    |
| 5. | „Wond’ring Aloud”  | 1:56    |
| 6. | „Up to Me”         | 3:15    |
|    |                    | 21:13   |

Strona B
| Nr | Tytuł utworu        | Długość |
| -- | ------------------- | ------- |
| 1. | „My God”            | 7:13    |
| 2. | „Hymn 43”           | 3:19    |
| 3. | „Slipstream”        | 1:13    |
| 4. | „Locomotive Breath” | 4:26    |
| 5. | „Wind Up”           | 6:08    |
|    |                     | 22:19   |

### Utwory dodatkowe
W 1996 roku, z okazji 25-lecia wydania albumu, ukazała się wersja zremasterowana, opatrzona podtytułem 25th Anniversary Special Edition. Zawierała ona dodatkowo następujące utwory:
| Nr | Tytuł utworu                               | Autorzy                 | Długość |
| -- | ------------------------------------------ | ----------------------- | ------- |
| 1. | „Lick Your Fingers Clean”                  |                         | 2:46    |
| 2. | „Wind-Up (Quad Version)”                   |                         | 5:24    |
| 3. | „Excerpts From the Ian Anderson Interview” |                         | 13:59   |
| 4. | „Song for Jeffrey”                         |                         | 2:51    |
| 5. | „Fat Man”                                  |                         | 2:57    |
| 6. | „Bourée”                                   | J.S. Bach, Ian Anderson | 3:58    |
|    |                                            |                         | 31:55   |

## Muzycy
Informacje według Discogs:
- Ian Anderson – śpiew, gitara akustyczna, flet
- Martin Barre – gitara
- John Evan – pianino, organy, melotron
- Jeffrey Hammond – gitara basowa, śpiew
- Clive Bunker – perkusja, instrumenty perkusyjne